# Dwight Ramos
Dwight Ramos (West Covina, 2 settembre 1998) è un cestista filippino con cittadinanza statunitense.

## Biografia
Ramos nasce a West Covina da padre filippino e madre russa.

## Carriera

### Nazionale
Nel 2021 ha partecipato, con la nazionale filippina, al torneo di qualificazione olimpica di Belgrado.

## Vita privata
È cugino di secondo grado di Miss Universo Bahrain 2022, Evlin Abdullah-Khalifa.
Dal 2020 ha una relazione con la pallavolista filippina Kim Kianna Dy